# Kings of Beer
Albums de Tankard
Disco Destroyer
(1998) B-Day
(2002)
Kings of Beer est le neuvième album studio du groupe de thrash metal allemand Tankard. L'album est sorti le 17 mai 2000 sous le label Century Media Records. C'est le dernier album du groupe sorti sous ce label
L'album est ressorti en 2007 sous le label AFM Records, le label actuel du groupe. Un titre a été ajouté par rapport à la liste des titres originelle de l'album. Il s'agit du titre Damage, Inc., qui est une reprise du groupe de thrash metal américain Metallica. Le titre est sorti à l'origine sur l'album Master of Puppets.
C'est le premier album de Tankard enregistré avec le guitariste Andy Gutjahr au sein de la formation.

## Musiciens
- Andreas "Gerre" Geremia - Chant
- Andy Gutjahr - Guitare
- Frank Thorwarth - Basse
- Olaf Zissel - Batterie

## Liste des morceaux
1. Flirtin' With Desaster - 04.03
2. Dark Exile - 04.53
3. Hot Dog Inferno - 03.26
4. Hell Bent For Jesus - 04.20
5. Kings Of Beer - 05.38
6. I'm So Sorry! - 03.12
7. Talk Show Prostitute - 04.35
8. Incredible Loudness - 03.44
9. Land Of The Free - 05.09
10. Mirror, Mirror - 04.21
11. Tattoo Coward - 04.02
12. Damage Inc. (reprise du groupe Metallica) (ré-édition de 2007 uniquement)